# Ragay
Ragay is een gemeente in de Filipijnse provincie Camarines Sur op het eiland Luzon. Bij de laatste census in 2007 had de gemeente ruim 52 duizend inwoners.

## Geografie

### Bestuurlijke indeling
Ragay is onderverdeeld in de volgende 38 barangays:
| - Agao-ao - Agrupacion - Amomokpok - Apad - Apale - Banga Caves - Baya - Binahan Proper - Binahan Upper - Buenasuerte - Cabadisan - Cabinitan - Cabugao | - Caditaan - Cale - Catabangan Proper - F. Simeon - Godofredo Reyes Sr. - Inandawa - Laguio - Lanipga-Cawayan - Liboro - Lohong - Lower Omon - Lower Santa Cruz - Panaytayan | - Panaytayan Nuevo - Patalunan - Poblacion Ilaod - Poblacion Iraya - Port Junction Norte - Port Junction Sur - Salvacion - Samay - San Rafael - Tagbac - Upper Omon - Upper Santa Cruz |

## Demografie
Ragay had bij de census van 2007 een inwoneraantal van 52.021 mensen. Dit zijn 4.278 mensen (9,0%) meer dan bij de vorige census van 2000. De gemiddelde jaarlijkse groei komt daarmee uit op 1,19%, hetgeen lager is dan het landelijk jaarlijks gemiddelde over deze periode (2,04%). Vergeleken met de census van 1995 is het aantal mensen met 7.867 (17,8%) toegenomen.

De bevolkingsdichtheid van Ragay was ten tijde van de laatste census, met 52.021 inwoners op 400,22 km², 130 mensen per km².